# 霍尼吉提夫

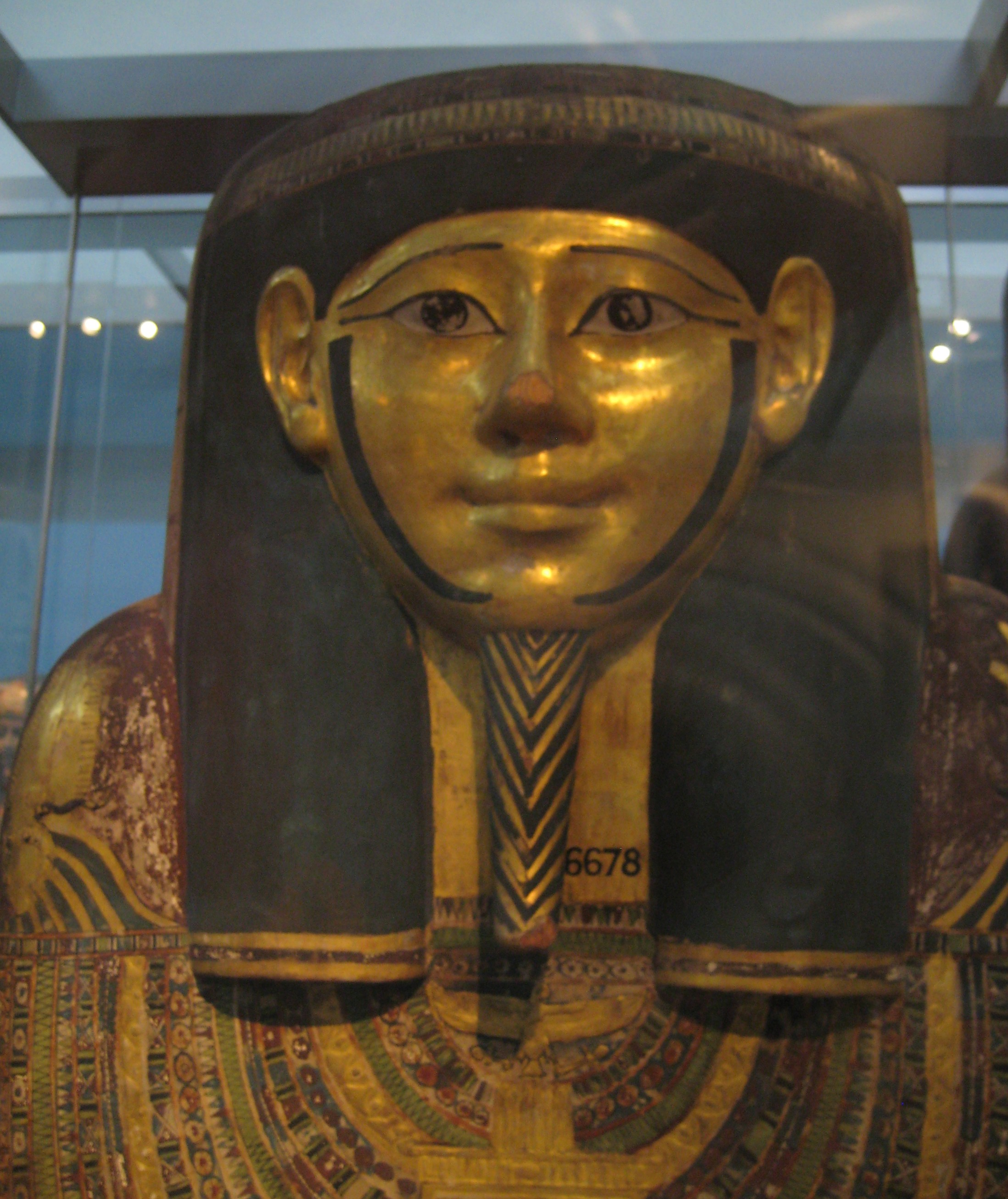
霍尼吉提夫木乃伊内棺上部

霍尼吉提夫（Hornedjitef）是古埃及托勒密三世时期阿蒙神庙的一位大祭司。
霍尼吉提夫大祭司的木乃伊于19世纪出土，制作年代约为公元前220年左右。木乃伊装在一副棺椁之中，其中内棺上雕有代表其神职身份的镀金面具，并刻有记载其生平的铭文。1835年起，霍尼吉提夫木乃伊及其棺木被大英博物馆所收藏。2010年，时任大英博物馆馆长尼尔·麦格雷戈将其选为大英博物馆《一百件文物中的世界史》的首件馆藏文物。